# Cyklolávka Valašské Příkazy
Cyklolávka Valašské Příkazy, budovaná v říjnu 2023 v obci Valašské Příkazy v okrese Zlín, je jednou z mnoha nových lávek na dokončované cyklostezce Bevlava, jako součást druhé etapy výstavby cyklostezky z Lužné do Valašských Příkaz, kterou protéká Brumovka.
Ocelovou lávku s délkou 60 metrů a vahou 75 tun po svaření jednotlivých částí osadil na pilíře začátkem října toho času největší vysokotonážní jeřáb v Česku (Liebherr LR 1750, nosnost 750 tun) ze silnice I/57.